# Neivamyrmex legionis
Neivamyrmex legionis är en myrart som först beskrevs av Smith 1855.  Neivamyrmex legionis ingår i släktet Neivamyrmex och familjen myror. Inga underarter finns listade i Catalogue of Life.